# Never Say Die!
Never Say Die! es el octavo álbum de estudio de la banda de heavy metal Black Sabbath, lanzado al mercado el 28 de septiembre de 1978 a través de Vertigo Records y el 1 de octubre de 1978 por Warner Bros en el Reino Unido. Este trabajo fue el último de la formación original con el vocalista Ozzy Osbourne, quien sería despedido poco después para grabar los siguientes álbumes de la banda con otros cantantes. 
Aunque el álbum recibió críticas generalmente negativas y fue en fracaso de ventas comparado con sus antecesores, los sencillos «Never Say Die!» y «A Hard Road» fueron los primeros en entrar en la lista británica tras «Paranoid» (1970). «A Hard Road» es el único tema de la banda en el que cantan los cuatro miembros. Al igual que en su antecesor, Technical Ecstasy (1976), el baterista Bill Ward es el vocalista principal de uno de los temas, «Swinging the Chain».

## Antecedentes
Antes de comenzar la grabación del álbum, el vocalista Ozzy Osbourne dejó Black Sabbath por varios problemas personales, entre ellos la enfermedad que sufría su padre y su abuso de las drogas. Además, Osbourne estaba cansado de los problemas con su mánager y de su mala situación económica. Los restantes miembros del grupo se encontraban en los estudios Rockfield en Gales en el proceso de composición de nuevos temas, así que comenzaron a buscar un nuevo cantante, pues ya habían reservado el estudio para grabar un nuevo álbum.
Tras un breve receso, la agrupación decidió contratar a Dave Walker, exvocalista de Fleetwood Mac y Savoy Brown, y con el que apareció en el programa de la BBC Look Here!, donde interpretó la primera versión del tema «Junior's Eyes». Sin embargo, poco después; Osbourne regresó a la banda, aunque su relación con el guitarrista Tony Iommi empezó a deteriorarse y apenas se dirigieron la palabra. Por otra parte, Don Arden se convirtió en el nuevo mánager de Black Sabbath, lo que solucionó sus problemas económicos. En enero de 1978, la banda entró en el estudio para comenzar la grabación, pero se encontró con el problema de que Osbourne no quería cantar los temas de Walker y exigió que se les cambiara la letra. El vocalista rechazó participar en la canción «Swinging the Chain» por estar compuesta por Walker y tuvo que ser el batería Bill Ward quien la cantara.

## Grabación
La banda grabó el álbum en los estudios Sounds Interchange en Toronto, Canadá. En la década de 1970 era frecuente que los grupos británicos grabaran sus álbumes en el extranjero debido a los altos impuestos. Además otras bandas populares como los Rolling Stones habían utilizado ese estudio; según Osbourne, la banda eligió ese estudio porque éstos habían grabado un álbum en directo en él.
El guitarrista Tony Iommi comentó sobre la grabación: «Alquilamos una sala de cine donde compusimos y ensayamos las nuevas canciones. Normalmente cuando publicábamos algo lo teníamos todo preparado desde hace tiempo y podíamos probar cosas nuevas, pero esta vez no fue así debido al poco tiempo que teníamos programado. Por eso, el álbum suena tan confuso. Algunas de las canciones son buenas, pero las grabaciones son pésimas. Tuvimos problemas en el estudio porque otras bandas también tenían que utilizarlo para grabar sus trabajos. Era muy caro y no conseguimos un buen sonido».
El vocalista Ozzy Osbourne reveló que la relación entre los miembros de Black Sabbath era muy tensa: «En el estudio mencioné que tenía en mente comenzar un proyecto en solitario. Tony se enfureció y me dijo que si tenía nuevas canciones debían ser para Black Sabbath, pero cuando intenté ofrecer mis ideas, nadie les dio la menor importancia». Por su parte, Iommi comentó: «Nos llevábamos bien con los demás, pero de alguna manera era un trabajo muy duro, mucho más que en el pasado. La atmósfera era diferente y además trabajábamos con la presión de pagar la factura del estudio».

## Diseño artístico
Al igual que en Technical Ecstasy, la portada la creó el colectivo de diseño gráfico Hipgnosis.  
La cubierta muestra a dos pilotos de combate delante de un avión. Por su parte, la contraportada enseña a otro piloto subido en el avión. En las nubes pueden apreciarse las figuras de soldados, éste detalle de la portada solo puede ser percibido en su edición de vinilo. Originalmente la portada que iba a ser utilizada mostraba a un grupo de cirujanos, pero la banda la rechazó. Esta imagen apareció en el álbum Difficult to Cure (1981) de Rainbow.

## Lanzamiento
Black Sabbath lanzó Never Say Die! en Norteamérica el 29 de septiembre de 1978 y el 1 de octubre en Reino Unido. Al igual que Technical Ecstasy, la crítica calificó el álbum como decepcionante. Never Say Die! falló en las listas; en Reino Unido no alcanzó el top 10 y en el Billboard estadounidense sólo llegó al puesto sesenta y nueve, la peor posición de Black Sabbath hasta entonces. En 1997 logró la certificación de disco de oro de la RIAA. En Canadá sólo alcanzó llegar hasta el puesto noventa. Tras la mala recepción del álbum en Norteamérica, los medios de comunicación y la discográfica Warner comenzaron a desinteresarse en la banda. El éxito del álbum en el Reino Unido fue relativamente mejor, aunque sus ventas fueron inferiores que las de sus antecesores. En esos momentos las corrientes principales de la escena británica eran el punk rock y las nuevas bandas de heavy metal y afines como AC/DC, Judas Priest y Thin Lizzy, por lo que bandas como Black Sabbath, Deep Purple y Led Zeppelin empezaban a estar desfasadas. El álbum alcanzó el duodécimo puesto en las listas y los sencillos «Never Say Die» y «Hard Road» llegaron a las posiciones veintiuno y treinta y tres, respectivamente. Estos fueron los primeros sencillos de la banda en entrar en las listas desde «Paranoid» (1970). «Never Say Die» también entró en la lista irlandesa de sencillos donde alcanzó el puesto dieciocho. El grupo grabó un vídeo musical para «Hard Road», que muestra al grupo durante una actuación en el Hammersmith Odeon. Por su parte, «Never Say Die» fue interpretada en el programa de televisión Top of the Pops.

### Posición en las listas
Álbum
| País           | Lista                 | Mejor posición | Ref.   |
| -------------- | --------------------- | -------------- | ------ |
| Canadá         | Canadian Albums Chart | 90             | [ 18 ] |
| Estados Unidos | Billboard 200         | 69             | [ 16 ] |
| Francia        | French Albums Chart   | 33             | [ 24 ] |
| Japón          | Oricon Album Chart    | 214            | [ 25 ] |
| Reino Unido    | UK Albums Chart       | 12             | [ 15 ] |
| Suecia         | Sverigetopplistan     | 37             | [ 26 ] |

Sencillos
| País             | Lista               | Mejor posición   | Ref.             |                  |                  |                  |                  |                  |                  |                  |                  |                  |                  |
| «Never Say Die!» | «Never Say Die!»    | «Never Say Die!» | «Never Say Die!» | «Never Say Die!» | «Never Say Die!» | «Never Say Die!» | «Never Say Die!» | «Never Say Die!» | «Never Say Die!» | «Never Say Die!» | «Never Say Die!» | «Never Say Die!» | «Never Say Die!» |
| ---------------- | ------------------- | ---------------- | ---------------- | ---------------- | ---------------- | ---------------- | ---------------- | ---------------- | ---------------- | ---------------- | ---------------- | ---------------- | ---------------- |
| Irlanda          | Irish Singles Chart | 18               | [ 21 ]           |                  |                  |                  |                  |                  |                  |                  |                  |                  |                  |
| Reino Unido      | UK Singles Chart    | 21               | [ 19 ]           |                  |                  |                  |                  |                  |                  |                  |                  |                  |                  |
| «Hard Road»      |                     |                  |                  |                  |                  |                  |                  |                  |                  |                  |                  |                  |                  |
| Reino Unido      | UK Singles Chart    | 33               | [ 19 ]           |                  |                  |                  |                  |                  |                  |                  |                  |                  |                  |

### Certificación
| País           | Certificación | Ventas  | Ref.   |
| -------------- | ------------- | ------- | ------ |
| Estados Unidos | Oro           | 500 000 | [ 13 ] |

## Recepción crítica y legado
| Fuente        | Calificación |
| ------------- | ------------ |
| Allmusic      | [ 1 ]        |
| Rolling Stone | [ 27 ]       |
| Sputnikmusic  | [ 28 ]       |

Poco días después de su publicación, el álbum recibió principalmente reseñas negativas. Tras su gira promocional ninguna de las canciones volvió a ser interpretada en directo, aunque «Hard Road» y «Never Say Die» han aparecido con frecuencia en los recopilatorios de Black Sabbath y está última incluso está incluida en el álbum en directo de Ozzy Osbourne Speak of the Devil (1982). Iommi recordó el lanzamiento de Never Say Die! como un momento difícil: «El álbum estaba condenado desde la marcha de Ozzy y la llegada de Walker. Las canciones no tienen un patrón claro ni están relacionadas entre sí. Eran tan confusas que el público se sorprendió».
Sin embargo, con los años venideros, los críticos tuvieron distintos puntos de vista sobre el álbum. Eduardo Rivadavia de Allmusic dijo que «es un intento desesperado por cambiar la dirección musical del grupo cuando ya era demasiado tarde». La revista Rolling Stone escribió: «El trabajo de Ward como batería es excelente. Las canciones son mejores que las de Technical Ecstasy y aunque no fue un momento de gloria para el cuarteto original es un trabajo mejor de lo que la gente recuerda». En un documento de 2012 sobre la historia de la banda, Mick Wall, de la revista This is Rock calificó el álbum como «simplemente horrible» y que al igual que su antecesor «permitió que la banda pudiera girar, pero sin tener un impacto visible en las listas». Por su parte, Matthijs van der Lee de Sputnikmusic, dijo en 2010 que: «Los trabajos de Black Sabbath de finales de los años 70 ya habían comenzado a mostrar un gran deterioro y Never Say Die! contiene material completamente cansino».
Megadeth y Overkill versionaron «Never Say Die!» en el álbum tributo Nativity in Black II (2000) y en el disco de versiones Coverkill (1999), respectivamente. Black Label Society, banda liderada por el guitarrista de Ozzy Osbourne Zakk Wylde, versionó «Junior's Eyes» para el álbum en directo The Song Remains Not The Same (2011).

## Gira promocional y despido de Osbourne

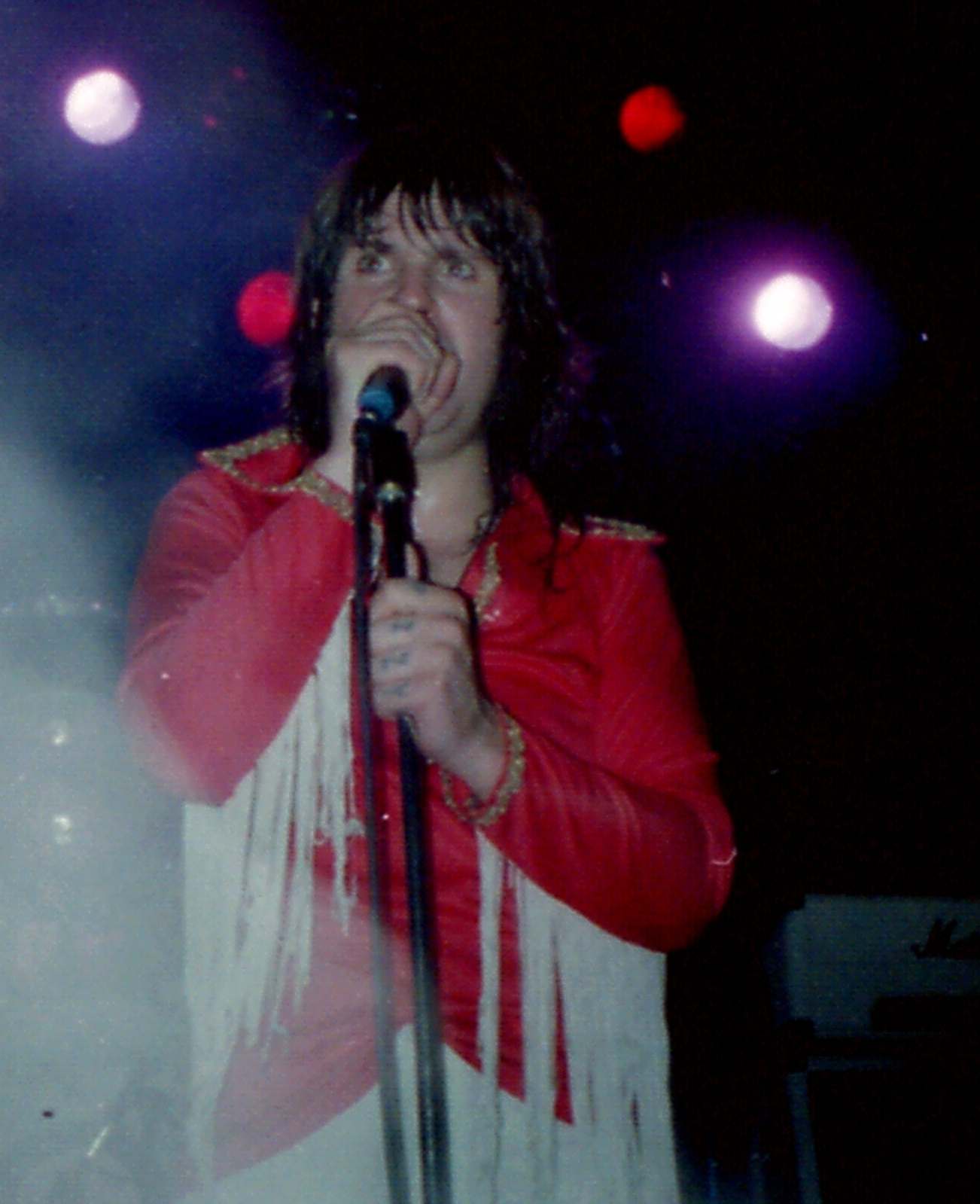
Tras ser despedido de Black Sabbath, Ozzy Osbourne comenzó un proyecto homónimo. En la imagen el vocalista actuando en Cardiff en 1980.

En mayo de 1978, Black Sabbath comenzó una gira por la celebración de su décimo aniversario. La banda se formó en 1968 inicialmente con el nombre The Polka Tulk, que más tarde se cambiaría a Earth y después a Black Sabbath. La gira dio comienzo en mayo de 1978 y terminó en diciembre de ese mismo año.
Van Halen, que acababa de publicar su álbum debut, fue la banda telonera durante la mayor parte de la gira. La banda de punk Ramones abrió algunos conciertos durante el tramo norteamericano. El debut de Van Halen vendió rápidamente un millón de copias en los Estados Unidos, por lo que se puso en dudo la presencia de Black Sabbath como banda principal. Sin embargo, la relación entre los miembros de ambas bandas era buena. Años más tarde Osbourne afirmó: «Los chicos de Van Halen realizaron grandes actuaciones. Nos patearon el culo y me di cuenta de dos cosas; que mis días con Black Sabbath habían llegado a su fin y que Van Halen sería una banda exitosa». Iommi añadió: «Los jóvenes venían a los conciertos para ver a Van Halen, nos sentíamos como unos ancianos».
La banda filmó una actuación en el Hammersmith Apollo en junio de 1978 publicada en DVD años más tarde bajo el título Never Say Die: Live in 1978. El último concierto de la gira tuvo lugar en Albuquerque, Nuevo México, el 11 de diciembre; además sería también el último con Osbourne, hasta posteriores reuniones.
Tras la gira, los miembros de Black Sabbath regresaron a Los Ángeles y alquilaron una casa en Bel Air donde vivieron durante un tiempo. A causa de la presión por parte de la discográfica y la falta de ideas de Osbourne, Iommi tomó la decisión de despedir al vocalista en 1979. El guitarrista comentó: «En ese momento, Ozzy había llegado a su fin. Todos estábamos metidos en las drogas, mucha cocaína, mucho de todo, y Ozzy se emborrachaba con frecuencia. Se suponía que debíamos estar ensayando pero nadie hacía nada. Era como: “¿Ensayamos hoy? No, mejor mañana”». Ward, que era el mejor amigo de Osbourne, fue el elegido para informar al cantante de su despido. El batería declaró más tarde: «Esperaba ser profesional, de hecho puede que no lo fuera. Cuando estoy borracho soy horrible. El alcohol fue definitivamente una de las cosas más perjudiciales para Black Sabbath. Estábamos destinados a destruirnos los unos a los otros. La banda era tóxica, muy tóxica».
Sharon Arden, hija del representante Don Arden y futura esposa de Osbourne, propuso al antiguo vocalista de Rainbow, Ronnie James Dio, para reemplazar a Ozzy en 1979. En junio de ese año, Dio ingresó en la banda y comenzaron a preparar un nuevo álbum. Por su parte, Ozzy Osbourne comenzó un proyecto homónimo con el guitarrista Randy Rhoads, el batería Lee Kerslake y el bajista Bob Daisley.

## Lista de canciones
Todas las canciones escritas y compuestas por Black Sabbath

| N.º   | Título               | Duración |  |
| 1.    | «Never Say Die»      | 3:50     |  |
| 2.    | «Johnny Blade»       | 6:28     |  |
| 3.    | «Junior's Eyes»      | 6:42     |  |
| 4.    | «A Hard Road»        | 6:04     |  |
| 5.    | «Shock Wave»         | 5:15     |  |
| 6.    | «Air Dance»          | 5:17     |  |
| 7.    | «Over to You»        | 5:22     |  |
| 8.    | «Breakout»           | 2:35     |  |
| 9.    | «Swinging the Chain» | 4:06     |  |
| 45:41 |                      |          |  |

## Créditos
| Black Sabbath - Tony Iommi – guitarra y voz - Geezer Butler – bajo y voz - Ozzy Osbourne – voz y armónica - Bill Ward – batería y voz Músico de sesión - Don Airey – teclado - John Elstar - armónica | Producción - Black Sabbath - producción - Hipgnosis - portada - Ross Halfin y Chris Walter - fotografía - Ray Staff - remasterizado - Will Malone - arreglos - Hugh Gilmour - diseño del libreto - Dave Harris - ingeniero de sonido - Spock Wall - asistente |

Fuente: Allmusic.